# Posada del buen samaritano
Khan al-Hatruri (en árabe: خان الحترورة‎), conocida en Occidente como la Posada del Buen Samaritano, es un antiguo caravasar situado a proximidad de Ma'ale Adumim, a medio camino entre Jerusalén y Jericó, a 298 metros sobre el nivel del mar. En la actualidad alberga un museo de mosaicos antiguos y otros hallazgos arqueológicos de los territorios palestinos de Cisjordania y la Franja de Gaza.
Es confundido en ocasiones con el cercano Khan al-Ahmar («caravasar rojo»), dado que la Posada del Buen Samaritano ha sido designada a veces con este último nombre.

## Tradición cristiana

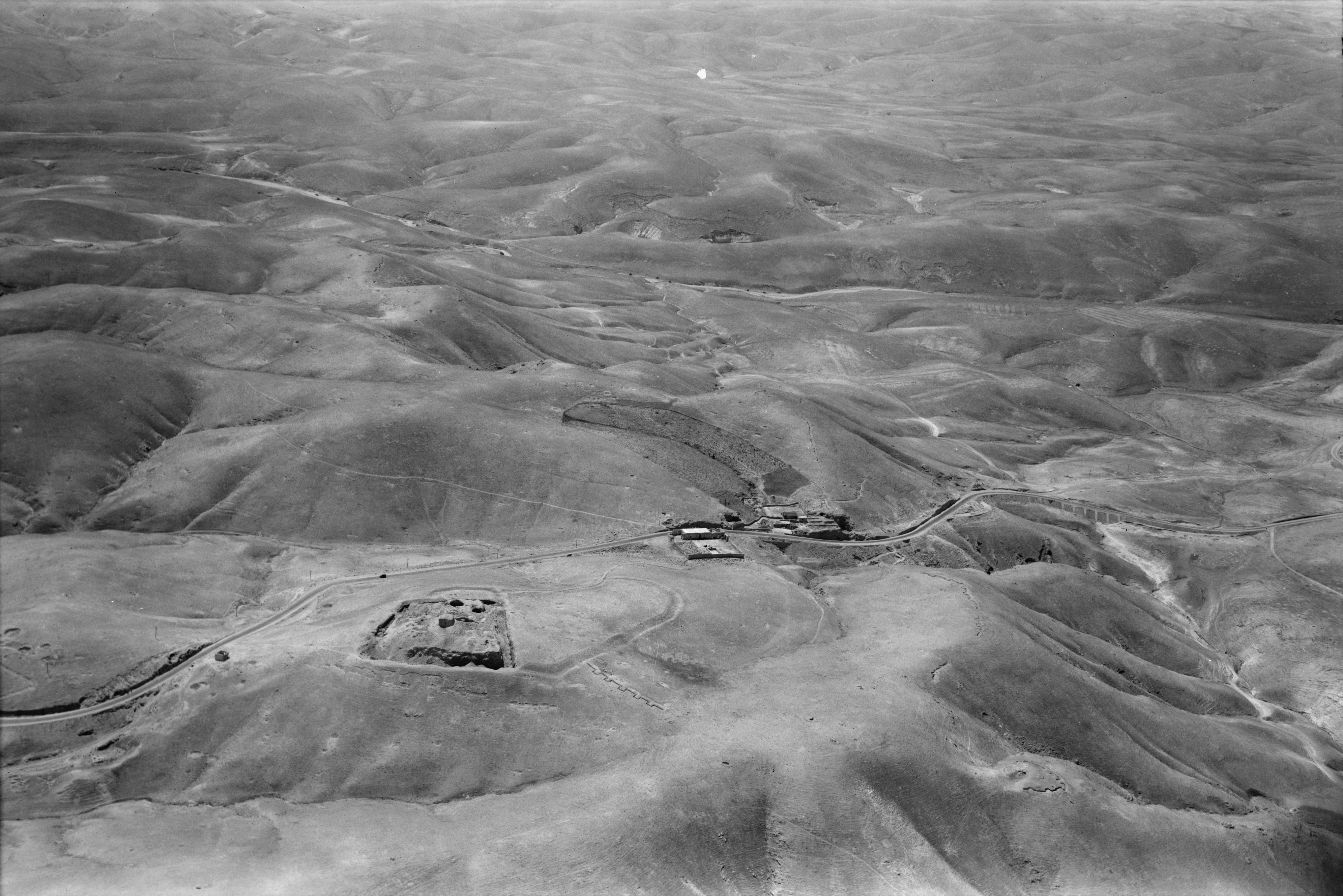
Khan al-Hatruri y la antigua fortaleza vistas desde el aire en 1931

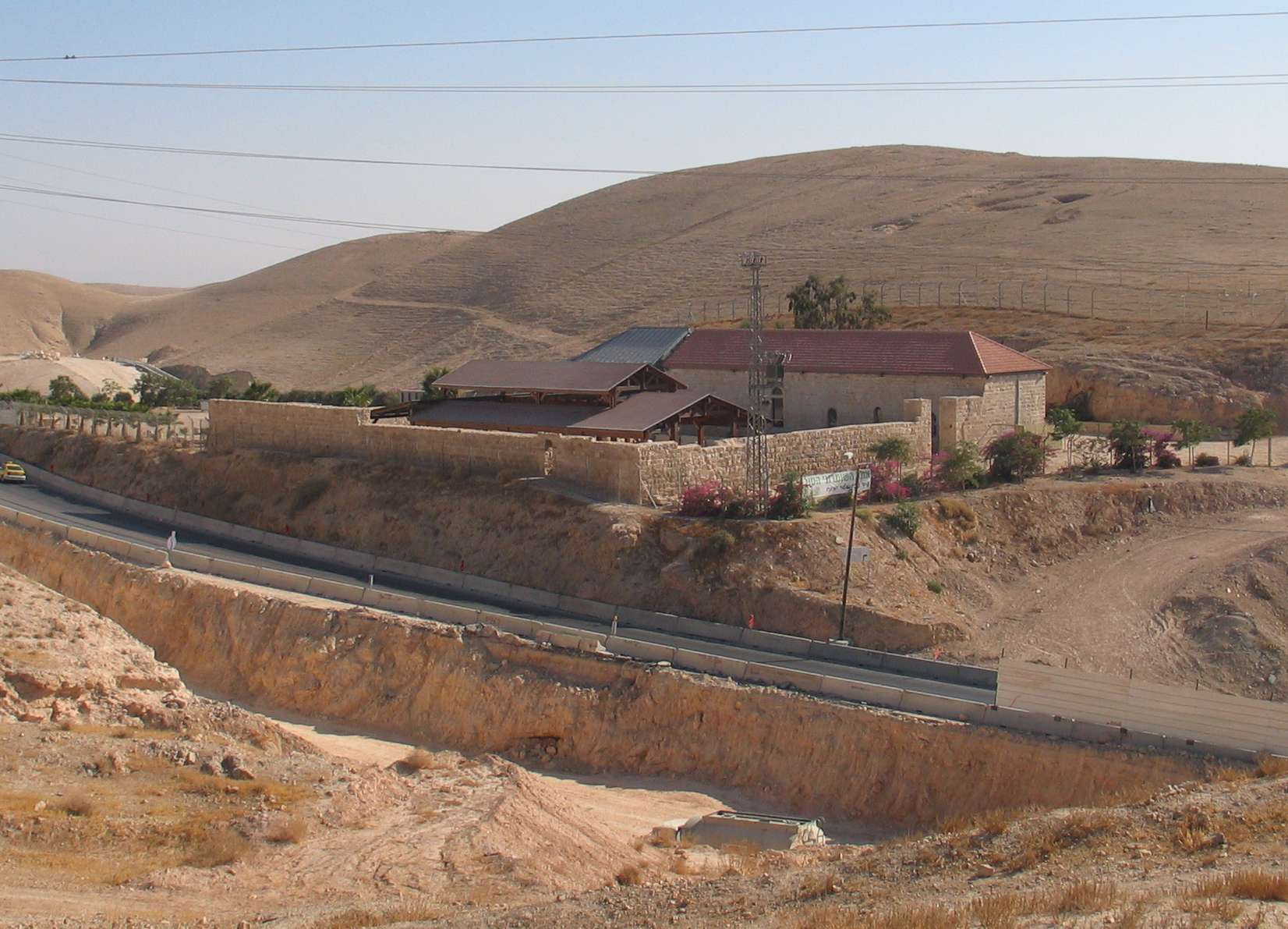
Khan al-Hatruri en 2010, durante las obras para desdoblar la Autopista 1

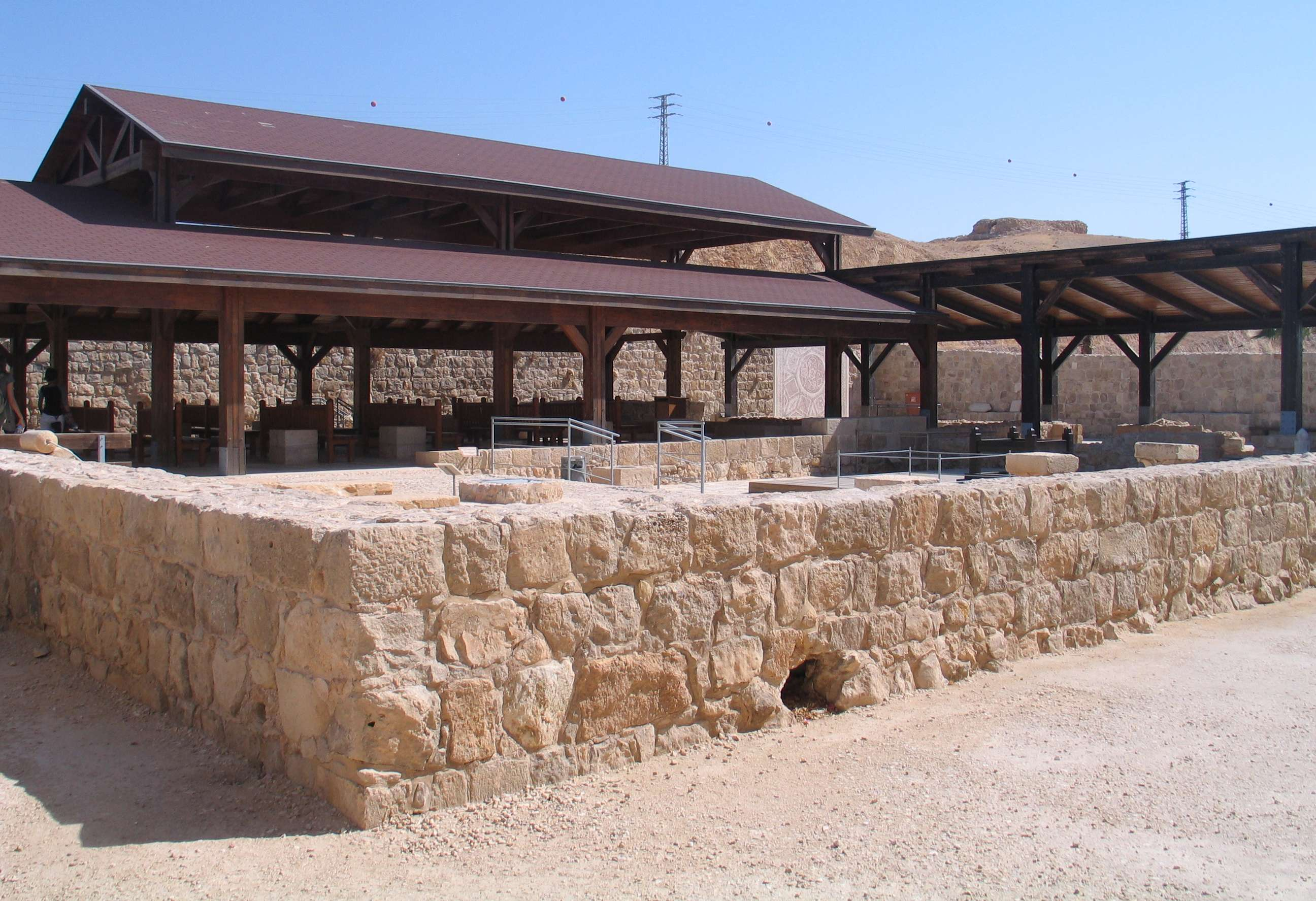
Iglesia bizantina reconstruida

De acuerdo con la tradición cristiana, el sitio pudo haber sido la ubicación de los hechos narrados en la Parábola del buen samaritano del Evangelio de Lucas (Lucas 10:25–37 y Lucas 10:33). La identificación la realizó Jerónimo, ya en el 385, y continuó a través de los siglos, lo que llevó al Mandato británico de Palestina a adoptar el nombre de Posada del Buen Samaritano para referirse al lugar. Ciertamente, se han encontrado muy pocas posadas en el camino entre Jerusalén y Jericó, por lo que Khan al-Hatruri constituye un emplazamiento plausible para el lugar de la historia. La identificación se habría mantenido en época bizantina y durante el periodo cruzado, cuando los peregrinos habrían visto en el color rojizo o sangriento de las piedras la prueba simbólica de que este era el lugar donde el viajero de la parábola fue golpeado por los ladrones. Desde 1967, Israel promovió las ruinas como lugar turístico, llamándolas oficialmente "la Posada del Buen Samaritano".

## Historia

### Israelitas
Los israelitas de la Edad del Hierro llamaron a esta zona Maale Adumim, "Cuesta roja" (Josué 15:7, 18:17), debido a sus rocas rojizas, y era parte de su camino entre Jerusalén y Jericó.

### Imperio romano tardío y época bizantina
Eusebio, en un escrito anterior al 324, menciona el fuerte romano de Maledomni, cuyo rastro desaparecería bajo el castillo templario de Maldoim. El fuerte ya estaba construido en el 331, y alrededor del año 400 fue guarnecido con la Cohorte I Salutaris, una unidad romana auxiliar encargada de la protección de los viajeros. Bajo la protección del lugar fortificado se estableció un caravasar. En el 385, San Jerónimo, acompañó a su benefactora, la patricia romano Paula, en su peregrinación a Jericó, y en este sitio recordó la parábola del buen samaritano, posiblemente haciendo alusión a la existencia de una iglesia y de una posada. Jerónimo introdujo la interpretación de que el nombre de Adumim, derivado de la raíz semita para las palabras "sangre" y "rojo", procedería de la sangre derramada por las víctimas de los bandoleros en el camino, una idea que posteriormente sería recogida por otros autores medievales.
En el período bizantino temprano (siglos IV - V) parece que hubo una fortaleza en el sitio, que pudo haber sido sustituida en el siglo VI  por una posada con forma cuadrada, construida alrededor de un patio central, proporcionando a los peregrinos cristianos habitaciones, el agua de una cisterna central y una gran iglesia para el culto.

### Época cruzada
El castillo templario de Maldoim (también Maledoim, Adumim, Castrum Dumi, Turris Rubea, Rubea Cisterna, Rouge Cisterne) conservó el nombre hebreo de Maale Adumim. El castillo es mencionado por Theodoricus Monachus en 1172. Sus ruinas se encuentran en la cima de la colina que domina el khan, aunque ahora estén separadas de ella por la Autopista 1. La protección ofrecida por el castillo tuvo como resultado el establecimiento de una posada, antecedente lejano de los edificios actuales.

### Periodos ayúbida y mameluco
Tras la Batalla de Hattin en 1187, el castillo, abandonado ya por los Caballeros Templarios, fue ocupado por las tropas de Saladino. Un autor francés, en un escrito fechado alrededor de 1230, identificaba el khan con la posada donde "el samaritano llevó al hombre". Los autores medievales posteriores empezaron a distinguir entre el khan y el castillo.
Tras su peregrinación a Tierra Santa en 1483-84, Felix Fabri dio noticia de las ruinas de la posada, de la que solo habían resistido en pie las cuatro paredes, peligrosamente erosionadas, alrededor de un pozo pequeño, lo que constituía un peculiar y relevante punto de referencia en la empinada subida en medio del árido paisaje.

### Período otomano
En 1767, Giovanni Mariti, hombre de cultura, pero no de fe, escribió respecto a las ruinas de la colina que "recibían el nombre de Castillo del Samaritano, por su cercanía con el khan (...)".

El Fondo poara la Exploración de Palestina estudió el sitio en 1873 e informó sobre las ruinas de la posada:
"Khan Hathrurah — Se trata de un albergue sarraceno, construido sobre una elevación, justo al norte del actual camino a Jericó. Quedan en pie un par de pilares y algunos muros. En el lado opuesto a la carretera hay dos o tres pequeñas cuevas, en una de las cuales hay una piedra con una inscripción en árabe. Hay unas cisternas bajo el khan, sólidamente construidas y apoyadas sobre arcos de medio punto, que aún contienen agua. Al noreste, en la parte más alta de la colina, se encuentran los restos de una fortaleza que domina el camino, que en este punto asciende a través de un estrecho pasillo entre las paredes de la roca desde el este. Por el oeste hay otro sinuoso ascenso a la zona del Khan. La roca, especialmente en el lado oeste, es de un color rojizo, como el ladrillo cocido, de donde procede el nombre de Tal'at ed Damm, o 'Cuesta de la Sangre', que se aplica a toda la colina y, a veces, incluso al castillo de la cumbre".
El khan fue reconstruido en su forma actual en el año 1903.

## El Museo de Mosaicos del Buen Samaritano
En 2010, se inauguró en este espacio un Museo de Mosaicos. El proyecto fue iniciado por Yitzhak Magen, Director del Servicio de Arqueología de la Administración Civil Israelí en Cisjordania. Magen descubrió que el sitio había sido reconstruido en varios períodos históricos y en todos ellos, al parecer, habría funcionado como una posada para viajeros. En el periodo bizantino se construyó también una iglesia, lo que sugiere su importancia para los primeros peregrinos cristianos. El suelo de la iglesia estuvo originariamente decorado con un hermoso mosaico de motivos geométricos que, sin embargo, había desaparecido en gran medida en tiempos modernos. Magen decidió que él y su equipo restaurarían el mosaico de acuerdo con las fotografías tomadas antes de que desaparecieran las baldosas. Tras el éxito de la restauración del suelo de mosaico de la iglesia, se decidió continuar con el proyecto y establecer un museo de mosaicos. El museo expone los suelos de mosaico excavados en todos los territorios Palestinos de Cisjordania y de la Franja de Gaza y tiene un ala dedicada a la historia y las costumbres de los samaritanos.